# これからの人
「これからの人」（これからのひと）は、HOUND DOGのシングル。

## 内容
女性の作曲による唯一の本作はTBS系『噂の!東京マガジン』エンディング・テーマ。

## 収録曲
1. これからの人
作詞：白峰美津子　作曲：山口美央子　編曲：石川鉄男
2. JOURNEY MAN
作詞：大友康平　作曲：八島順一　編曲：HOUND DOG
3. BY MYSELF (inst.)